# Eleusinska mysterierna
De Eleusinska mysterierna var en mysteriekult som hölls regelbundet till ära för Demeter och Persefone i Telesterion i Eleusis i antikens Grekland.  Det var den antika världens kanske mest berömda mysteriekult, och beskrivs som den största kulten i Grekland före kristendomen.   Den hölls i tusentals år, från den mykenska forntiden fram till de kristnas förföljelser av hedningarna i romarriket på 300-talet.  

## Mysterierna
De Eleusinska mysterierna var i själva verket indelade i två: de stora mysterierna och de små mysterierna.  De små mysterierna utgjordes av invigningsriten.  De som ville bli upptagna i kulten offrade en griskulting till Demeter och Persefone och genomgick ett rituellt reningsbad innan de accepterades som invigda, mystai.  De stora mysterierna utgjordes av själva högtiden när gudinnorna firades med ritualer och processioner och det stora skådespelet inne i templet. 
De Eleusinska mysterierna var i grunden en kult kring jordbruket, där livet, döden och livet efter detta liknades vid naturens kretslopp av födelse, död och pånyttfödelse.  Detta illustrerades av Demeters dotter Persefone, som först föddes, sedan "dog" då hon fördes till dödsriket i underjorden av Hades, sörjdes av Demeter och, slutligen, "återföddes" till livet då återfördes från dödsriket sedan hon fått tillstånd att regelbundet besöka sin mor varje vår.  Denna heliga berättelse illustrerades av ett skådespel som återgavs av prästerskapet, och forskare bedömer det som troligt att tillbedjarna betraktade detta skådespel under inflytande av psykedeliska droger. 
De Eleusinska mysterierna var öppna för alla människor som inte hade dödat en annan människa. Det inkluderade både män och kvinnor, och fria likväl som slavar. Alla jämställdes och fick betala en avgift på en obol.  De invigda var förbjudna att beskriva de ritualer som ägde rum inne i templet, och därav kallas kulten för en mysteriekult. 

## Prästerskap
Templet hade ett stort prästerskap.  Det bestod av hierophantes (översteprästen) och Demeters översteprästinna; dadouchos (fackelbärarna); en dadouchousa-prästinna; två hierophantides (gifta prästinnor, en för Demeter och en för Kore/Persefone); och en grupp prästinnor som kallades panageis (heliga) eller melissae (bin), som levde isolerade från män.  Översteprästen, översteprästinnan och dadouchousa-prästinnan blev alla tre utsedda från familjerna Phileidae eller Eumolpidae, där dessa ämbeten gick i arv. Översteprästen och översteprästinnan var jämställda och den senare spelade både Demeters och Persefones roll under det heliga skådespelet.

## På andra platser
De Eleusinska mysterierna ägde enbart rum i Eleusis, men snarlika mysteriekulter till Demeters och Persefones ära ägde rum i många av deras dubbeltempel i medelhavsområdet, bland annat i deras tempel i Korinth. 